# Борисоглебский, Виктор Валерьянович
Ви́ктор Валерья́нович Борисогле́бский (28 января 1913, Уральск — 4 февраля 1964, Москва) — советский военный, государственный и политический деятель, советский юрист, председатель Военной коллегии Верховного суда СССР и одновременно заместитель председателя Верховного суда СССР (1957—1964), генерал-лейтенант юстиции (1961).

## Биография
Виктор Валерьянович Борисоглебский родился 28 января 1913 года в городе Уральске в Западно-Казахстанской области в семье служащего.
Отец: Борисоглебский Валерьян Александрович

Мать: Борисоглебская (Кузнецова) Филицата Васильевна
В 1930 году после окончания школы десятилетки два года работал никелировщиком на Московском Заводе Испытательных Приборов.
В 1932 году поступил в Московский юридический институт, где учился в течение пяти лет.
После окончания института в 1937 году был направлен в Казахстан следователем Петропавловской городской прокуратуры.
С 1937 года состоял в законном браке с Борисоглебской (Котлиевской) Антониной Васильевной. Сын Сергей.
В том же 1937 году добровольно вступил в Красную Армию и до 1945 года нёс на Дальнем Востоке службу военного следователя.

За это время работал в должностях народного следователя; военного следователя прокуратуры корпуса армии, фронта; военного прокурора гарнизона Дальневосточного военного округа (посёлок Де-Кастри Хабаровского края).
В 1938 году принимал участие в боях Красной Армии на озере Хасан. За что в 1940 году награждён нагрудным знаком «Участнику Хасанских боёв 1938 года».
В 1940 году вступил в ряды ВКП(б).
В 1945 году был выдвинут на работу в Главную военную прокуратуру на должность военного прокурора.
В 1947 году откомандирован на ответственную работу в аппарат ЦК КПСС с оставлением в кадрах Вооружённых сил СССР.
В 1952—1953 гг. работал в должности инспектора ЦК КПСС.
В 1953 году 8 марта стоял в почётном карауле у гроба с телом И. В. Сталина. На следующий день 9 марта участвовал в похоронах И. В. Сталина на Красной Площади.

В 1953—1954 гг. работал в должности инструктора, заместителя заведующего сектором Административного отдела ЦК КПСС.
В 1954 году Верховным Советом СССР Виктор Валерьянович Борисоглебский избирается в состав Верховного Суда СССР на должность заместителя Председателя Военной Коллегии.
В 1954 году в составе Военной Коллегии Верховного Суда СССР принимал участие в процессе Абакумова В. С. и др.
С 1956 по 1958 год работал в Комиссии законодательных предложений Верховного Совета СССР. Государственной комиссией ему была объявлена благодарность за разработку и подготовку таких актов как Закон об уголовной ответственности за воинские преступления, Положение о военных трибуналах и др.
В 1957 году присвоено звание генерал-майора юстиции (17.08.1957)
С 1957 года — председатель Военной коллегии Верховного суда СССР.
В 1960 году присвоено звание генерал-лейтенанта юстиции (07.05.1960)
В 1960 году был председательствующим на процессе по обвинению гражданина СССР Попова П. С. в сотрудничестве с ЦРУ.
В 1960 году был председательствующим на процессе по обвинению американского лётчика — шпиона Фрэнсиса Гэри Пауэрса.
В 1963 году был председательствующим на процессе по обвинению гражданина СССР Пеньковского О. В. и подданного Великобритании Винна Г. М. в государственной измене и шпионаже соответственно.
В 1963 году Военная Коллегия Верховного Суда СССР под председательством Борисоглебского Виктора Валерьяновича отклонила кассационный протест прокурора Северного флота на оправдательный приговор капитану 2-го ранга Бегеба Анатолия Степановича командира подводной лодки Б-37. Оправдательный приговор оставлен в силе.
Указом Президиума Верховного Совета СССР от 28 января 1963 года за заслуги перед Советской Армией и Военно-Морским Флотом и в связи с пятидесятилетием со дня рождения генерал-лейтенант юстиции Борисоглебский Виктор Валерьянович был во второй раз награждён орденом Красной Звезды.
За заслуги перед Советским государством Генерал-лейтенант Борисоглебский Виктор Валерьянович был награждён семью орденами и медалями. В том числе орденом Красной Звезды был награждён дважды.
04 февраля 1964 года Борисоглебский Виктор Валерьянович скоропостижно скончался. Похоронен в Москве на Новодевичьем кладбище.

Автор памятника на могиле Борисоглебского Виктора Валерьяновича советский скульптор Постников Григорий Николаевич.

## Сочинения
- В. В. Борисоглебский На страже воинского порядка. — М.: Воениздат, 1959. — 80 с.
- Отв. ред. ген.-майор юстиции В. В. Борисоглебский Военные трибуналы — органы социалистического правосудия. — М.: Воениздат, 1958. — 293 с.
- В. В. Борисоглебский Положение о военных трибуналах. — М.: Наука, 1959. — 78 с.
- Отв. ред. ген.-лейтенант юстиции В. В. Борисоглебский Перед лицом общественности. — М.: Воениздат, 1961. — 256 с.
- В. В. Борисоглебский Научно-практический комментарий к Положению о военных трибуналах. — М.: Госюриздат, 1963. — 83 с.
- Отв. ред. ген.-лейтенант юстиции В. В. Борисоглебский Воинские преступления. учебник. — М.: Изд. Воен.-полит. ордена Ленина Краснознам. акад. им. В. И. Ленина, 1963. — 345 с.

## Фильмы

### Художественный фильм
- «Мы обвиняем», 1985 (в роли Борисоглебского В. В. — Павел Махотин)

В советском кино образ Виктора Валерьяновича Борисоглебского создал артист театра и кино Махотин Павел Владимирович в двухсерийном фильме «Мы обвиняем» снятым на киностудия имени Довженко в 1985 году режиссёр Левчук, Тимофей Васильевич.

## Награды
- Орден Красной Звезды (1963 г.)
- Орден Красной Звезды (1960 г.)
- Знак «Участнику Хасанских боёв» 1938 года (1940 г.)
- Медали СССР